# Federico III di Lotaringia
Federico III di Lotaringia o di Lorena o di Bar (1017 circa – 22 maggio 1033) fu Conte di Bar e Duca di Lotaringia, dal 1027 alla sua morte.

## Origine
Secondo i Documents et mémoire pour server à l´histoire du territoire de Belfort (non consultati) era il figlio primogenito dell'erede della Contea di Bar e Ducato dell'Alta Lorena (Lotaringia), Federico II e di Matilde di Svevia (moglie di Federico II, secondo il Alberti Miliolo Notarii Regini Liber de Temporibus, De Gestis comitisse Matildis suorumque antecessorum) (988–1031), che era figlia di Ermanno II, Duca di Svevia, e di Gerberga di Borgogna († 1018, come ci viene confermato dal  Wiponis, Vita Chuonradi II Imperatoris) ed era cognata del re di Germania di Corrado II, che aveva sposato sua sorella, Gisella di Svevia, come risulta dal Chronicon Sancti Michælis, monasterii in pago Virdunensi.
Federico II di Lotaringia, secondo le Laurentii Gesta Episcoporum Virdunensium era il figlio primogenito del Conte di Bar e poi Duca dell'Alta Lorena (Lotaringia), Teodorico I e di Richilde di Bliesgau (moglie di Teodorico dal 985, figlia di Folmar I Conte Lunéville e Metz e di Berta di cui non si conoscono gli ascendenti.

## Biografia
Sua madre, Matilde, nel 1016, al momento del matrimonio con suo padre Federico, era vedova di Corrado I di Carinzia, come ci viene confermato dal Thietmari Merseburgensis episcopi chronicon.
Secondo lo storico, Georges Poull, nel suo libro La Maison souveraine et ducale de Bar (1994) (non consultato), suo padre, Federico II, nel 1019, fu associato nella reggenza del ducato dal nonno, Teodorico I, ed è per questo che viene annoverato come Duca dell'Alta Lorena (Lotaringia) e Conte di Bar, anche se, sempre il Poul sostiene che non fosse ufficialmente investito dei titoli.
Alla morte dell'imperatore del Sacro Romano Impero, Enrico II, nel 1024, Teodorico I e Federico II si opposero fervidamente all'elezione a re di Germania di Corrado II, rifiutando di riconoscerlo, anche perché l'antagonista di Corrado II il Salico per l'incoronazione a re di Germania era stato il fratellastro di Federico III, Corrado II di Carinzia, figlio di primo letto di sua madre, Matilde di Svevia.
Secondo le Laurentii Gesta Episcoporum Virdunensium suo padre, Federico II morì prima del nonno, Teodorico I; secondo le Die älteren Urkunden des Klosters S. Vanne zu Verdun (non consultate), Federico morì il 18 maggio 1026, mentre il padre, Teodorico, secondo le Obits mémorables tirés de nécrologes luxembourgeois, rémois et messins (non consultate), morì circa un anno dopo, l'11 aprile 1027.
Ad entrambi succedette il rispettivamente figlio e nipote, Federico, come Federico III, prima affiancando il nonno e poi da solo.
Di Federico III non si hanno molte informazioni, come risulta dal Chronicon Sancti Michælis, monasterii in pago Virdunensi; data la sua minor età, ebbe un reggente di cui non si conosce il nome, perché la madre, Matilde, dopo essere rimasta vedova per la seconda volta, si sposò, in terze nozze col conte Esico di Ballenstedt, come ci viene confermato dall'Annalista Saxo.
Di Federico si sa solo che morì in giovane età, e fu sepolto nell'abbazia di Saint-Mihiel, vicino a Verdun, mentre le sue due giovani sorelle, Sofia e Beatrice, sempre secondo il Chronicon Sancti Michælis, monasterii in pago Virdunensi furono educate dalla loro zia materna (Gisella di Svevia), moglie dell'Imperatore del Sacro Romano Impero, Corrado II, che le aveva adottate come proprie figlie.
Dopo la morte di Federico, secondo la Chronica Albrici Monachi Trium Fontium la contea di Bar andò alla sorella Sofia, mentre, secondo le Laurentii Gesta Episcoporum Virdunensium, il Ducato dell'Alta Lorena (Lotaringia) venne affidato a Gothelo I, già Duca della Bassa Lorena (Lotaringia).

## Discendenza
Di Federico non si conosce l'esistenza di un'eventuale moglie né di alcuna discendenza

## Ascendenza
|                            |                     |                         | Genitori               |  |  | Nonni |  |  | Bisnonni                 |  |  | Trisnonni          |  |
|                            |                     |                         |                        |  |  |       |  |  | Federico I di Lotaringia |  |  | Vigerico di Bidgau |  |
|                            |                     |                         |                        |  |  |       |  |  | Federico I di Lotaringia |  |  | Vigerico di Bidgau |  |
|                            |                     | Cunegonda               |                        |  |  |       |  |  | Federico I di Lotaringia |  |  |                    |  |
| Teodorico I di Lotaringia  |                     |                         |                        |  |  |       |  |  | Federico I di Lotaringia |  |  |                    |  |
|                            |                     | Beatrice di Parigi      | Ugo il Grande          |  |  |       |  |  |                          |  |  |                    |  |
|                            |                     | Beatrice di Parigi      | Ugo il Grande          |  |  |       |  |  |                          |  |  |                    |  |
|                            |                     | Beatrice di Parigi      | Edvige di Sassonia     |  |  |       |  |  |                          |  |  |                    |  |
| Federico II di Lotaringia  |                     | Beatrice di Parigi      |                        |  |  |       |  |  |                          |  |  |                    |  |
|                            |                     | Folmar I di Bliesgau    | …                      |  |  |       |  |  |                          |  |  |                    |  |
|                            |                     | Folmar I di Bliesgau    | …                      |  |  |       |  |  |                          |  |  |                    |  |
|                            |                     | Folmar I di Bliesgau    | …                      |  |  |       |  |  |                          |  |  |                    |  |
| Richilde di Bliesgau       |                     | Folmar I di Bliesgau    |                        |  |  |       |  |  |                          |  |  |                    |  |
|                            |                     | Berta                   | …                      |  |  |       |  |  |                          |  |  |                    |  |
|                            |                     | Berta                   | …                      |  |  |       |  |  |                          |  |  |                    |  |
|                            |                     | Berta                   | …                      |  |  |       |  |  |                          |  |  |                    |  |
| Federico III di Lotaringia |                     | Berta                   |                        |  |  |       |  |  |                          |  |  |                    |  |
|                            | Corrado I di Svevia | …                       |                        |  |  |       |  |  |                          |  |  |                    |  |
|                            | Corrado I di Svevia | …                       |                        |  |  |       |  |  |                          |  |  |                    |  |
|                            | Corrado I di Svevia | …                       |                        |  |  |       |  |  |                          |  |  |                    |  |
| Ermanno II di Svevia       | Corrado I di Svevia |                         |                        |  |  |       |  |  |                          |  |  |                    |  |
|                            |                     | Reglint                 | …                      |  |  |       |  |  |                          |  |  |                    |  |
|                            |                     | Reglint                 | …                      |  |  |       |  |  |                          |  |  |                    |  |
|                            |                     | Reglint                 | …                      |  |  |       |  |  |                          |  |  |                    |  |
| Matilde di Svevia          |                     | Reglint                 |                        |  |  |       |  |  |                          |  |  |                    |  |
|                            |                     | Corrado III di Borgogna | Rodolfo II di Borgogna |  |  |       |  |  |                          |  |  |                    |  |
|                            |                     | Corrado III di Borgogna | Rodolfo II di Borgogna |  |  |       |  |  |                          |  |  |                    |  |
|                            |                     | Corrado III di Borgogna | Berta di Svevia        |  |  |       |  |  |                          |  |  |                    |  |
| Gerberga di Borgogna       |                     | Corrado III di Borgogna |                        |  |  |       |  |  |                          |  |  |                    |  |
|                            |                     | Matilde di Francia      | Luigi IV di Francia    |  |  |       |  |  |                          |  |  |                    |  |
|                            |                     | Matilde di Francia      | Luigi IV di Francia    |  |  |       |  |  |                          |  |  |                    |  |
|                            |                     | Matilde di Francia      | Gerberga di Sassonia   |  |  |       |  |  |                          |  |  |                    |  |
|                            |                     | Matilde di Francia      |                        |  |  |       |  |  |                          |  |  |                    |  |

### Fonti primarie
- (LA)  Monumenta Germaniae Historica, Scriptores, tomus IV.
- (LA)  Monumenta Germaniae Historica, Scriptores, tomus X.
- (LA)  Monumenta Germaniae Historica, Scriptores,tom. XI.
- (LA)  Monumenta Germaniae Historica, Scriptores, tomus XXIII.
- (LA)  Monumenta Germaniae Historica, Scriptores, tomus XXXVII.
- (LA)  Monumenta Germaniae Historica, Scriptores, tomus XXXI.
- (LA)  Thietmari Merseburgensis episcopi chronicon Archiviato il 10 maggio 2009 in Internet Archive..

### Letteratura storiografica
- Austin Lane Poole, Germania: Enrico I e Ottone il Grande, in «Storia del mondo medievale», vol. IV, 1999, pp. 84–111